# Diodon serratus
Diodon serratus es una especie extinta de peces que vivió durante el Mioceno Medio, hace aproximadamente 15 millones de años al norte de Suramérica. Sus restos fósiles se han encontrado en la Formación Socorro en la Quebrada Honda, Venezuela. El registro de esta especie de pez y de las demás que son similares tanto en Suramérica como en Centroamérica incentivan la creación del término de Fauna Gatuniana. Adicionalmente proveen información de los cambios bióticos que se generaron al levantamiento del Istmo de Panamá.

## Descripción
La serie de la placa de dientes se divide en mitades derecha e izquierda fusionadas en la región medial y se organiza en una serie de nueve láminas de dientes estrechos, aplanados y serrados.

## Etimología
El nombre serratus se refiere al borde estrecho y serrado de la lámina dental aplastante en la superficie oclusal.